# Harry Benson
Harry James Benson (Glasgow, 2 de dezembro de 1929) é um fotógrafo escocês. Seu trabalho é conhecido por  fotografias de celebridades, que foram publicadas em várias revistas. Ele publicou vários livros e ganhou vários prêmios de destaque. 

## Vida e trabalho
Benson nasceu em Glasgow e foi criado em Troon, na Escócia. 
Suas fotos apareceram em Life, Vanity Fair e The New Yorker. Ele tirou mais de cem fotos de capa da People.
Benson foi designado para viajar com os Beatles em sua primeira turnê americana em 1964. Uma de suas imagens mais reconhecíveis mostra a banda em uma alegre luta de almofadas no hotel Georges V em Paris. Outras celebridades que Benson fotografou incluem Bobby Fischer, Michael Jackson, que lhe permitiu acessar seu quarto, e Elizabeth Taylor, a quem Benson fotografou antes e depois da cirurgia no cérebro. Ele também fotografou figuras políticas, incluindo todos os presidentes dos EUA desde Dwight D. Eisenhower, e cobriu zonas de guerra. Benson estava ao lado de Robert F. Kennedy quando o senador foi baleado em 5 de junho de 1968 e comentou a dificuldade de se armar para documentar o momento histórico: "Eu continuava me dizendo 'isso é para a história, se recomponha, falhe amanhã. hoje não".
Benson foi alvo de muitas exposições, incluindo uma organizada pela Scottish National Portrait Galley na National Portrait Gallery da Smithsonian Institution.
Benson foi o ganhador do Lucie Award de 2005 pela realização da vida na fotografia de retrato e do American Photo Award de fotografia de 2005. Ele foi duas vezes nomeado fotógrafo de revistas do ano pela National Press Photographers Association (1981 e 1985). Ele foi agraciado com um Lifetime Achievement Award no Scottish Press Photography Awards em abril de 2006. Benson foi agraciado com uma Bolsa Honorária da Royal Photographic Society em 2009. Benson foi nomeado Comandante da Ordem do Império Britânico (CBE) no Ano Novo de 2009.  Em 2014, ele tirou um retrato fotográfico oficial da rainha, encomendado pela Scottish National Portrait Gallery. Isso aconteceu mais de cinquenta anos após seu primeiro retrato da rainha, tirado quando ela abriu uma mina de carvão em 1957.
Ele é o tema de um documentário da BBC na Escócia intitulado Photography: Harry Benson (1985), dirigido por Ken MacGregor e escrito por William McIlvanney e do documentário de 2015 Shoot First, dirigido por Matthew Miele e Justin Bare. 
Ele e sua esposa, Gigi, têm duas filhas: a atriz americana Wendy Benson e Tessa Benson. Harry tem 3 netos e mora em Nova York e Palm Beach, Flórida. Seu sobrinho era o jornalista Ross Benson, morto em 2005.

## Livros
- Harry Benson: 50 Years in Pictures. 2001. ISBN 0-8109-4171-6
- Once there was a way... Photographs of the Beatles.  2003. ISBN 0-8109-4643-2 ISBN   0-8109-4643-2
- Harry Benson's America. 2005. ISBN 0-8109-5896-1 ISBN   0-8109-5896-1
- Being There: Harry Benson's Fifty Years of Photojournalism. 2006. ISBN 1-903278-82-1 ISBN   1-903278-82-1
- Harry Benson's Glasgow. 2007. ISBN 978-1-84502-236-5 ISBN   978-1-84502-236-5
- Harry Benson. The Beatles. Colônia: Taschen, 2013. ISBN 978-3-8365-3322-5 ISBN   978-3-8365-3322-5